# کارن کاراپتیان (کارآفرین)
کارن سارگسی کاراپتیان (ارمنی: Կարեն Սարգսի Կարապետյան؛ زاده ۲ مارس ۱۹۶۱) یک سیاستمدار اهل ارمنستان است. وی نماینده دوره‌های اول تا پنجم مجلس ملی جمهوری ارمنستان بوده‌است.